# Arsenal Football Club 2025-2026
Questa voce raccoglie le informazioni riguardanti l'Arsenal Football Club nelle competizioni ufficiali della stagione 2025-2026.

## Stagione
Dopo il secondo posto dell'annata precedente, l'Arsenal punta alla tanto desiderata vittoria della Premier League. I Gunners sono disposti a spendere grandi cifre sul mercato in entrata; arrivano infatti: Kepa e Madueke dal Chelsea per rispettivamente 5,82 e 55,4 milioni di euro, Nørgaard dal Brentford per 11,6, Mosquera dal Valencia per 15, Zubimendi dalla Real Sociedad per 65 e Gyökeres dallo Sporting Lisbona per 73,5. 

## Divise e sponsor
| Casa | Trasferta | Terza divisa | 1ª portiere | 2ª portiere | 3ª portiere | 4ª portiere |

## Organigramma societario
Area direttiva
- Presidente: Stan Kroenke, Josh Kroenke
- Vice Presidente: Tim Lewis
- Amministratore Delegato: Richard Garlick[9]
- Chief Commercial Officer: Luca Danovaro
- Chief Financial Officer: Stuart Wisely
- Chief People Officer: Karen Ann Josephides
- Chief Operating Officer: Karen Smart
- Direttore non-esecutivo: Philip Harris
- Direttore delle comunicazioni: Kate Laurens

Area sportiva e tecnica
- Direttore sportivo: Edu Gaspar
- Allenatore: Mikel Arteta
- Vice allenatore: Albert Stuivenberg
- Assistente allenatore: Miguel Molina
- Collaboratori tecnici: Nicolas Jover
- Preparatori atletici: Barry Solan, Sam Wilson
- Preparatore dei portieri: Iñaki Caña, Terry Mason
- Responsabile settore giovanile: Per Mertesacker

Football analysis area ed Area sanitaria
- Responsabile area match analysis: Ben Chadwick
- Match analysts: Stephen Collins, Sam Hayball
- Video analysts: Kevin Balvers, Andrew Moschini, Emmanuel Yahaya, Stepney Thurgood, Jimmy Wilcox
- Responsabile settore medico: Zafar Iqbal
- Medici prima squadra: Florence Newton
- Coordinatore fisioterapisti: Takahiro Yamamoto
- Fisioterapisti: Antony Stuart, Will Storey, Simon Murphy, Rick O'Donohuge, Elliott Clarke
- Fisioterapista/osteopata: Andrea Veschi
- Nutrizionista: Tom Geeson-Brown

## Rosa
Rosa, numerazione e ruoli sono aggiornati al 26 luglio 2025.
| N. |                        | Ruolo | Calciatore         |
| -- | ---------------------- | ----- | ------------------ |
| 1  | Spagna (bandiera)      | P     | David Raya         |
| 2  | Francia (bandiera)     | D     | William Saliba     |
| 3  | Spagna (bandiera)      | D     | Cristhian Mosquera |
| 4  | Inghilterra (bandiera) | D     | Ben White          |
| 6  | Brasile (bandiera)     | D     | Gabriel            |
| 7  | Inghilterra (bandiera) | A     | Bukayo Saka        |
| 8  | Norvegia (bandiera)    | C     | Martin Ødegaard () |
| 9  | Brasile (bandiera)     | A     | Gabriel Jesus      |
| 11 | Brasile (bandiera)     | A     | Gabriel Martinelli |
| 12 | Paesi Bassi (bandiera) | D     | Jurriën Timber     |
| 13 | Spagna (bandiera)      | P     | Kepa Arrizabalaga  |
| 14 | Svezia (bandiera)      | A     | Viktor Gyökeres    |
| 15 | Polonia (bandiera)     | D     | Jakub Kiwior       |
| 16 | Danimarca (bandiera)   | C     | Christian Nørgaard |
| 17 | Ucraina (bandiera)     | D     | Oleksandr Zinčenko |

| N. |                        | Ruolo | Calciatore           |
| -- | ---------------------- | ----- | -------------------- |
| 19 | Belgio (bandiera)      | A     | Leandro Trossard     |
| 20 | Inghilterra (bandiera) | A     | Noni Madueke         |
| 21 | Portogallo (bandiera)  | C     | Fábio Vieira         |
| 22 | Inghilterra (bandiera) | A     | Ethan Nwaneri        |
| 23 | Spagna (bandiera)      | C     | Mikel Merino         |
| 24 | Inghilterra (bandiera) | A     | Reiss Nelson         |
| 28 | Belgio (bandiera)      | C     | Albert Sambi Lokonga |
| 29 | Germania (bandiera)    | C     | Kai Havertz          |
| 31 | Estonia (bandiera)     | P     | Karl Hein            |
| 33 | Italia (bandiera)      | D     | Riccardo Calafiori   |
| 36 | Spagna (bandiera)      | C     | Martín Zubimendi     |
| 41 | Inghilterra (bandiera) | C     | Declan Rice          |
| 49 | Inghilterra (bandiera) | C     | Myles Lewis-Skelly   |

## Calciomercato

### Sessione estiva(dall'1/7 all'1/9)
| Acquisti         | Acquisti             | Acquisti         | Acquisti                    |
| R.               | Nome                 | da               | Modalità                    |
| ---------------- | -------------------- | ---------------- | --------------------------- |
| A                | Viktor Gyökeres      | Sporting Lisbona | definitivo (73,5 milioni €) |
| C                | Martín Zubimendi     | Real Sociedad    | definitivo (65 milioni €)   |
| A                | Noni Madueke         | Chelsea          | definitivo (55,4 milioni €) |
| D                | Cristhian Mosquera   | Valencia         | definitivo (15 milioni €)   |
| C                | Christian Nørgaard   | Brentford        | definitivo (11,6 milioni €) |
| P                | Kepa Arrizabalaga    | Chelsea          | definitivo (5,82 milioni €) |
| Altre operazioni |                      |                  |                             |
| R.               | Nome                 | da               | Modalità                    |
| C                | Fábio Vieira         | Porto            | fine prestito               |
| D                | Nuno Tavares         | Lazio            | fine prestito               |
| C                | Reiss Nelson         | Fulham           | fine prestito               |
| C                | Albert Sambi Lokonga | Siviglia         | fine prestito               |
| P                | Karl Hein            | Real Valladolid  | fine prestito               |
| A                | Marquinhos           | Cruzeiro         | fine prestito               |

| Cessioni         | Cessioni        | Cessioni    | Cessioni                 |
| R.               | Nome            | a           | Modalità                 |
| ---------------- | --------------- | ----------- | ------------------------ |
| D                | Nuno Tavares    | Lazio       | definitivo (5 milioni €) |
| A                | Marquinhos      | Cruzeiro    | definitivo (3 milioni €) |
| D                | Kieran Tierney  | Celtic      | gratuito                 |
| C                | Jorginho        | Flamengo    | gratuito                 |
| C                | Thomas Partey   |             | svincolato               |
| A                | Raheem Sterling | Chelsea     | fine prestito            |
| P                | Neto            | Bournemouth | fine prestito            |
| Altre operazioni |                 |             |                          |
| R.               | Nome            | a           | Modalità                 |

## Risultati

### Premier League
| Arbitro: | Hooper |

|  |           |               |
|  | Marcatori | 13’ Calafiori |

| Londra 2ª giornata | Arsenal | – referto | Leeds Utd | Emirates Stadium |

| Liverpool 3ª giornata | Liverpool | – referto | Arsenal | Anfield |

| Londra 4ª giornata | Arsenal | – referto | Nottingham Forest | Emirates Stadium |

| Londra 5ª giornata | Arsenal | – referto | Manchester City | Emirates Stadium |

| Newcastle upon Tyne 6ª giornata | Newcastle Utd | – referto | Arsenal | St James' Park |

| Londra 7ª giornata | Arsenal | – referto | West Ham Utd | Emirates Stadium |

| Hammersmith e Fulham 8ª giornata | Fulham | – referto | Arsenal | Craven Cottage |

| Londra 9ª giornata | Arsenal | – referto | Crystal Palace | Emirates Stadium |

| Burnley 10ª giornata | Burnley | – referto | Arsenal | Turf Moor |

| Sunderland 11ª giornata | Sunderland | – referto | Arsenal | Stadium of Light |

| Londra 12ª giornata | Arsenal | – referto | Tottenham | Emirates Stadium |

| Londra 13ª giornata | Chelsea | – referto | Arsenal | Stamford Bridge |

| Londra 14ª giornata | Arsenal | – referto | Brentford | Emirates Stadium |

| Birmingham 15ª giornata | Aston Villa | – referto | Arsenal | Villa Park |

| Londra 16ª giornata | Arsenal | – referto | Wolverhampton | Emirates Stadium |

| Liverpool 17ª giornata | Everton | – referto | Arsenal | Everton Stadium |

| Londra 18ª giornata | Arsenal | – referto | Brighton | Emirates Stadium |

| Londra 19ª giornata | Arsenal | – referto | Aston Villa | Emirates Stadium |

| Bournemouth 20ª giornata | Bournemouth | – referto | Arsenal | Vitality Stadium |

| Londra 21ª giornata | Arsenal | – referto | Liverpool | Emirates Stadium |

| West Bridgford 22ª giornata | Nottingham Forest | – referto | Arsenal | City Ground |

| Londra 23ª giornata | Arsenal | – referto | Manchester Utd | Emirates Stadium |

| Leeds 24ª giornata | Leeds Utd | – referto | Arsenal | Elland Road |

| Londra 25ª giornata | Arsenal | – referto | Sunderland | Emirates Stadium |

| Brentford 26ª giornata | Brentford | – referto | Arsenal | Brentford Community Stadium |

| Londra 27ª giornata | Tottenham | – referto | Arsenal | Tottenham Hotspur Stadium |

| Londra 28ª giornata | Arsenal | – referto | Chelsea | Emirates Stadium |

| Brighton 29ª giornata | Brighton | – referto | Arsenal | AMEX Stadium |

| Londra 30ª giornata | Arsenal | – referto | Everton | Emirates Stadium |

| Wolverhampton 31ª giornata | Wolverhampton | – referto | Arsenal | Molineux Stadium |

| Londra 32ª giornata | Arsenal | – referto | Bournemouth | Emirates Stadium |

| Manchester 33ª giornata | Manchester City | – referto | Arsenal | City of Manchester Stadium |

| Londra 34ª giornata | Arsenal | – referto | Newcastle Utd | Emirates Stadium |

| Londra 35ª giornata | Arsenal | – referto | Fulham | Emirates Stadium |

| Londra 36ª giornata | West Ham Utd | – referto | Arsenal | London Stadium |

| Londra 37ª giornata | Arsenal | – referto | Burnley | Emirates Stadium |

| Londra 38ª giornata | Crystal Palace | – referto | Arsenal | Selhurst Park |

## Statistiche

### Statistiche di squadra
| Competizione     | Punti | In casa | In casa | In casa | In casa | In casa | In casa | In trasferta | In trasferta | In trasferta | In trasferta | In trasferta | In trasferta | Totale | Totale | Totale | Totale | Totale | Totale | DR |
| Competizione     | Punti | G       | V       | N       | P       | Gf      | Gs      | G            | V            | N            | P            | Gf           | Gs           | G      | V      | N      | P      | Gf     | Gs     | DR |
| ---------------- | ----- | ------- | ------- | ------- | ------- | ------- | ------- | ------------ | ------------ | ------------ | ------------ | ------------ | ------------ | ------ | ------ | ------ | ------ | ------ | ------ | -- |
| Premier League   | 3     |         |         |         |         |         |         | 1            | 1            | 0            | 0            | 1            | 0            | 1      | 1      | 0      | 0      | 1      | 0      | +1 |
| FA Cup           | -     |         |         |         |         |         |         |              |              |              |              |              |              |        |        |        |        |        |        |    |
| League Cup       | -     |         |         |         |         |         |         |              |              |              |              |              |              |        |        |        |        |        |        |    |
| Champions League | -     |         |         |         |         |         |         |              |              |              |              |              |              |        |        |        |        |        |        |    |
| Totale           | -     |         |         |         |         |         |         | 1            | 1            | 0            | 0            | 1            | 0            | 1      | 1      | 0      | 0      | 1      | 0      | +1 |

### Andamento in campionato
| Giornata  | 1 | 2 | 3 | 4 | 5 | 6 | 7 | 8 | 9 | 10 | 11 | 12 | 13 | 14 | 15 | 16 | 17 | 18 | 19 | 20 | 21 | 22 | 23 | 24 | 25 | 26 | 27 | 28 | 29 | 30 | 31 | 32 | 33 | 34 | 35 | 36 | 37 | 38 |
| --------- | - | - | - | - | - | - | - | - | - | -- | -- | -- | -- | -- | -- | -- | -- | -- | -- | -- | -- | -- | -- | -- | -- | -- | -- | -- | -- | -- | -- | -- | -- | -- | -- | -- | -- | -- |
| Luogo     | T |   |   |   |   |   |   |   |   |    |    |    |    |    |    |    |    |    |    |    |    |    |    |    |    |    |    |    |    |    |    |    |    |    |    |    |    |    |
| Risultato | V |   |   |   |   |   |   |   |   |    |    |    |    |    |    |    |    |    |    |    |    |    |    |    |    |    |    |    |    |    |    |    |    |    |    |    |    |    |
| Posizione |   |   |   |   |   |   |   |   |   |    |    |    |    |    |    |    |    |    |    |    |    |    |    |    |    |    |    |    |    |    |    |    |    |    |    |    |    |    |

Legenda:

Luogo: C = Casa; T = Trasferta. Risultato: R = Rinviata; V = Vittoria; N = Pareggio; P = Sconfitta.

### Andamento in Champions League
| Giornata  | 1 | 2 | 3 | 4 | 5 | 6 | 7 | 8 |
| --------- | - | - | - | - | - | - | - | - |
| Luogo     |   |   |   |   |   |   |   |   |
| Risultato |   |   |   |   |   |   |   |   |
| Posizione |   |   |   |   |   |   |   |   |

Legenda:

Luogo: C = Casa; T = Trasferta. Risultato: V = Vittoria; N = Pareggio; P = Sconfitta.

### Statistiche individuali
| Giocatore       | Premier League | Premier League | Premier League | Premier League | FA Cup   | FA Cup | FA Cup      | FA Cup     | EFL Cup  | EFL Cup | EFL Cup     | EFL Cup    | Champions League | Champions League | Champions League | Champions League | Totale   | Totale | Totale      | Totale     |
| Giocatore       | Presenze       | Reti           | Ammonizioni    | Espulsioni     | Presenze | Reti   | Ammonizioni | Espulsioni | Presenze | Reti    | Ammonizioni | Espulsioni | Presenze         | Reti             | Ammonizioni      | Espulsioni       | Presenze | Reti   | Ammonizioni | Espulsioni |
| --------------- | -------------- | -------------- | -------------- | -------------- | -------- | ------ | ----------- | ---------- | -------- | ------- | ----------- | ---------- | ---------------- | ---------------- | ---------------- | ---------------- | -------- | ------ | ----------- | ---------- |
| R. Calafiori    | 1              | 1              | 1              | 0              | 0        | 0      | 0           | 0          | 0        | 0       | 0           | 0          | 0                | 0                | 0                | 0                | 1        | 1      | 1           | 0          |
| Gabriel         | 1              | 0              | 0              | 0              | 0        | 0      | 0           | 0          | 0        | 0       | 0           | 0          | 0                | 0                | 0                | 0                | 1        | 0      | 0           | 0          |
| V. Gyökeres     | 1              | 0              | 0              | 0              | 0        | 0      | 0           | 0          | 0        | 0       | 0           | 0          | 0                | 0                | 0                | 0                | 1        | 0      | 0           | 0          |
| G. Jesus        | 0              | 0              | 0              | 0              | 0        | 0      | 0           | 0          | 0        | 0       | 0           | 0          | 0                | 0                | 0                | 0                | 0        | 0      | 0           | 0          |
| K. Havertz      | 1              | 0              | 0              | 0              | 0        | 0      | 0           | 0          | 0        | 0       | 0           | 0          | 0                | 0                | 0                | 0                | 1        | 0      | 0           | 0          |
| J. Kiwior       | 0              | 0              | 0              | 0              | 0        | 0      | 0           | 0          | 0        | 0       | 0           | 0          | 0                | 0                | 0                | 0                | 0        | 0      | 0           | 0          |
| M. Lewis-Skelly | 1              | 0              | 1              | 0              | 0        | 0      | 0           | 0          | 0        | 0       | 0           | 0          | 0                | 0                | 0                | 0                | 1        | 0      | 1           | 0          |
| N. Madueke      | 1              | 0              | 0              | 0              | 0        | 0      | 0           | 0          | 0        | 0       | 0           | 0          | 0                | 0                | 0                | 0                | 1        | 0      | 0           | 0          |
| G. Martinelli   | 1              | 0              | 0              | 0              | 0        | 0      | 0           | 0          | 0        | 0       | 0           | 0          | 0                | 0                | 0                | 0                | 1        | 0      | 0           | 0          |
| M. Merino       | 1              | 0              | 0              | 0              | 0        | 0      | 0           | 0          | 0        | 0       | 0           | 0          | 0                | 0                | 0                | 0                | 1        | 0      | 0           | 0          |
| C. Mosquera     | 0              | 0              | 0              | 0              | 0        | 0      | 0           | 0          | 0        | 0       | 0           | 0          | 0                | 0                | 0                | 0                | 0        | 0      | 0           | 0          |
| R. Nelson       | 0              | 0              | 0              | 0              | 0        | 0      | 0           | 0          | 0        | 0       | 0           | 0          | 0                | 0                | 0                | 0                | 0        | 0      | 0           | 0          |
| E. Nwaneri      | 0              | 0              | 0              | 0              | 0        | 0      | 0           | 0          | 0        | 0       | 0           | 0          | 0                | 0                | 0                | 0                | 0        | 0      | 0           | 0          |
| K. Arrizabalaga | 0              | -0             | 0              | 0              | 0        | -0     | 0           | 0          | 0        | -0      | 0           | 0          | 0                | -0               | 0                | 0                | 0        | -0     | 0           | 0          |
| C. Nørgaard     | 0              | 0              | 0              | 0              | 0        | 0      | 0           | 0          | 0        | 0       | 0           | 0          | 0                | 0                | 0                | 0                | 0        | 0      | 0           | 0          |
| M. Ødegaard     | 1              | 0              | 0              | 0              | 0        | 0      | 0           | 0          | 0        | 0       | 0           | 0          | 0                | 0                | 0                | 0                | 1        | 0      | 0           | 0          |
| D. Raya         | 1              | -0             | 1              | 0              | 0        | -0     | 0           | 0          | 0        | -0      | 0           | 0          | 0                | -0               | 0                | 0                | 1        | -0     | 1           | 0          |
| D. Rice         | 1              | 0              | 0              | 0              | 0        | 0      | 0           | 0          | 0        | 0       | 0           | 0          | 0                | 0                | 0                | 0                | 1        | 0      | 0           | 0          |
| W. Saliba       | 1              | 0              | 0              | 0              | 0        | 0      | 0           | 0          | 0        | 0       | 0           | 0          | 0                | 0                | 0                | 0                | 1        | 0      | 0           | 0          |
| B. Saka         | 1              | 0              | 0              | 0              | 0        | 0      | 0           | 0          | 0        | 0       | 0           | 0          | 0                | 0                | 0                | 0                | 1        | 0      | 0           | 0          |
| J. Timber       | 1              | 0              | 1              | 0              | 0        | 0      | 0           | 0          | 0        | 0       | 0           | 0          | 0                | 0                | 0                | 0                | 1        | 0      | 1           | 0          |
| L. Trossard     | 0              | 0              | 0              | 0              | 0        | 0      | 0           | 0          | 0        | 0       | 0           | 0          | 0                | 0                | 0                | 0                | 0        | 0      | 0           | 0          |
| B. White        | 1              | 0              | 0              | 0              | 0        | 0      | 0           | 0          | 0        | 0       | 0           | 0          | 0                | 0                | 0                | 0                | 1        | 0      | 0           | 0          |
| O. Zinčenko     | 0              | 0              | 0              | 0              | 0        | 0      | 0           | 0          | 0        | 0       | 0           | 0          | 0                | 0                | 0                | 0                | 0        | 0      | 0           | 0          |
| M. Zubimendi    | 1              | 0              | 0              | 0              | 0        | 0      | 0           | 0          | 0        | 0       | 0           | 0          | 0                | 0                | 0                | 0                | 1        | 0      | 0           | 0          |